# Tibellus oblongus maculatus
Tibellus oblongus maculatus is een spinnenondersoort in de taxonomische indeling van de renspinnen (Philodromidae).
Het dier behoort tot het geslacht Tibellus. De wetenschappelijke naam van de soort werd voor het eerst geldig gepubliceerd in 1950 door Lodovico di Caporiacco.